# Joseph Haas
Pour les articles homonymes, voir Haas.
Joseph Haas, né le 19 mars 1879 à Maihingen (près de Nördlingen) et mort le 30 mars 1960 à Munich, est un compositeur et un pédagogue allemand, dont l'œuvre traduit un romantisme tardif.

## Famille
Joseph Haas était le fils du second mariage du professeur Alban Haas. Son demi-frère aîné qui portait le même nom que le père (Alban Haas) était un prêtre catholique et un historien, qui a vécu principalement à Neustadt an der Weinstraße, situé dans le diocèse de Spire. Par l'intermédiaire de ce frère, Joseph Haas a ultérieurement eu des relations avec la cathédrale de Spire.

## Biographie
Joseph Haas a été d'abord professeur comme son père et a travaillé de 1897 à 1904 au Collège d'éducation à Lauingen sur le Danube.
Pour pouvoir approfondir son goût pour la musique, Joseph Haas a fait la connaissance en 1904 de Max Reger et l'a suivi en 1907 pour étudier la musique à Leipzig. Haas a obtenu son diplôme en 1909 et, en 1911, est entré pour enseigner la composition au Conservatoire de Stuttgart, où il a été nommé professeur en 1916. De 1919 à 1921, il était directeur musical de la Singakademie à Glogau. Il a ensuite enseigné à l'Académie de Musique de Munich (aujourd'hui : Université de Musique et des Arts de Munich) entre 1924 et 1950 en tant que professeur titulaire. En 1921, il a fondé avec Paul Hindemith et Heinrich Burkard (de) les Donaueschinger internationalen Kammermusikfeste für Neue Musik.
À l'époque du national-socialisme, Haas a été exposé à certaines représailles parce qu'il tolérait publiquement la Nouvelle musique "dégénérée" et parce qu'il pratiquait aussi sa foi catholique. Après la Seconde Guerre mondiale, il est devenu président de l'Université de Musique et des Arts de Munich (jusqu'à sa retraite en 1950) et a entamé sa reconstruction. Sa dernière œuvre a été l'hymne pour le Congrès eucharistique international de Munich en 1960. Il est décédé alors qu'il était en train de la copier. Joseph Haas a été enterré au Waldfriedhof de Munich.

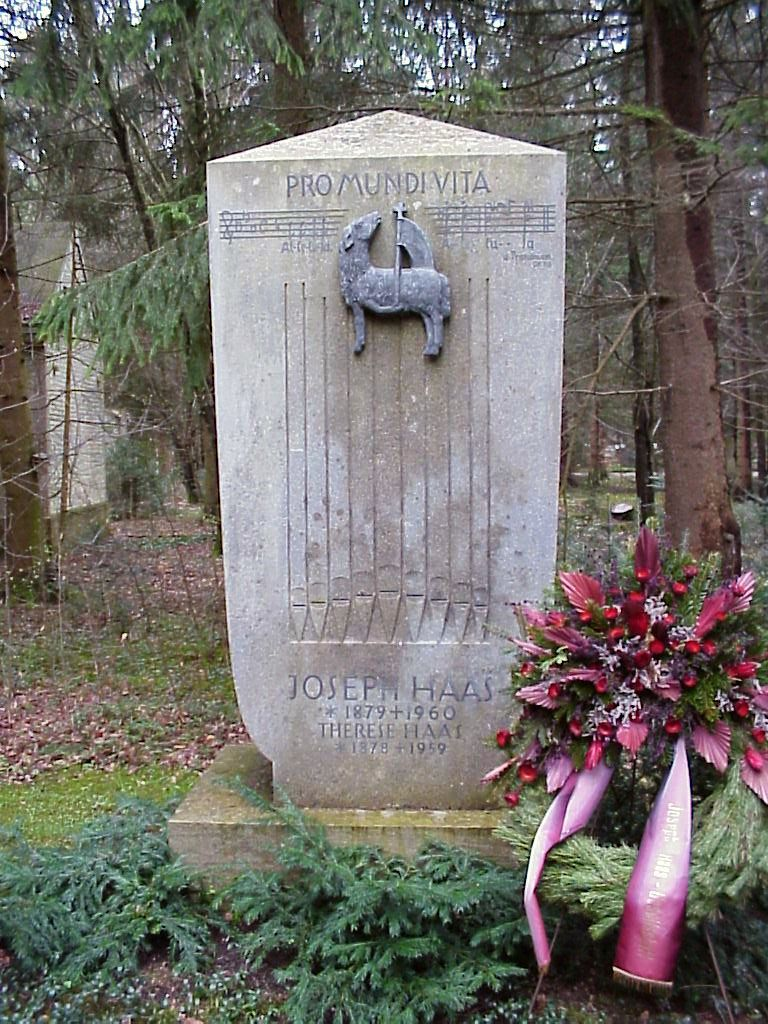
Sépulture avec l'agneau pascal.

À Bad Aibling, on trouve depuis 1966, un "chœur Joseph-Haas", qui porte le nom du compositeur. [2]

## Le compositeur

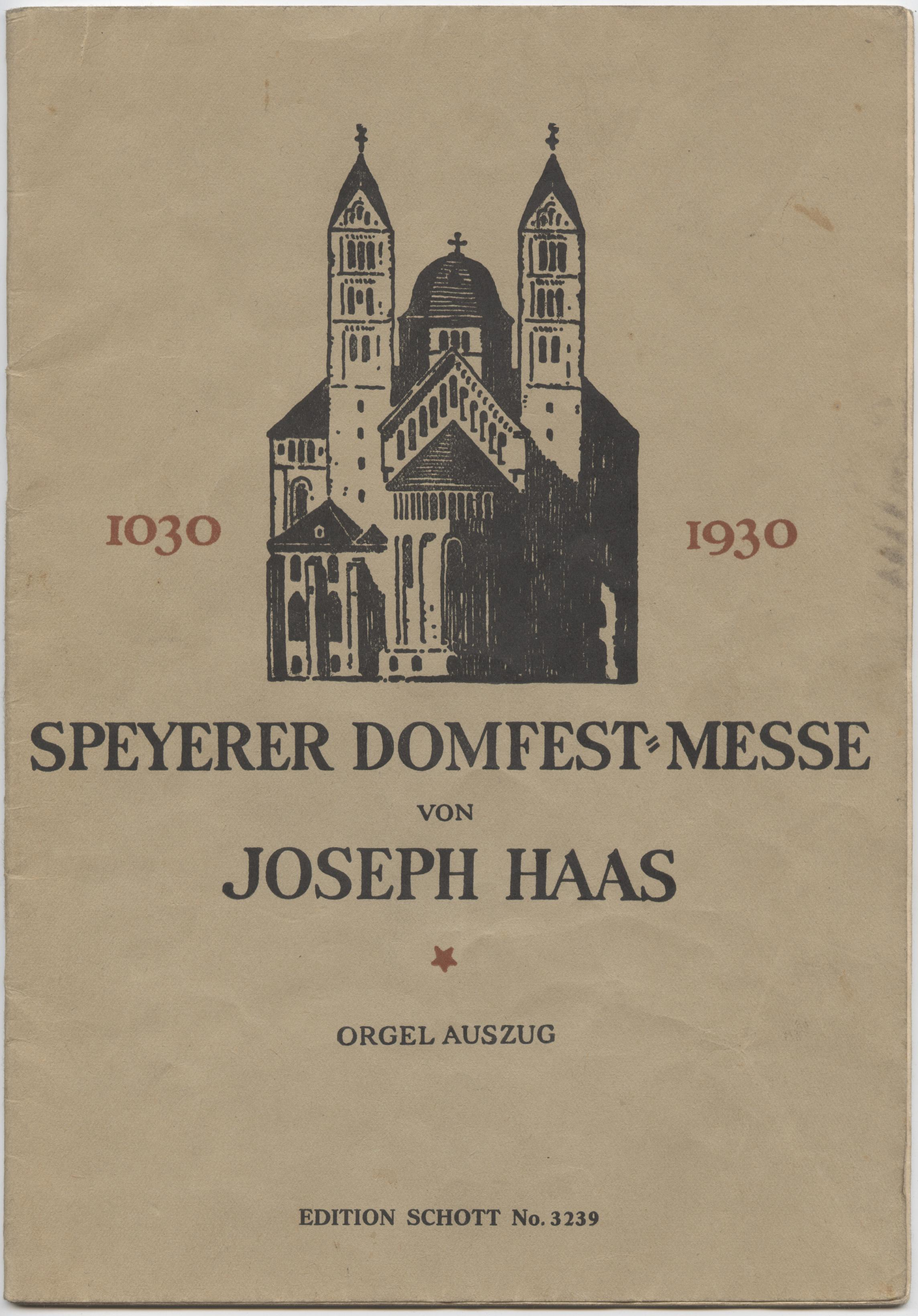
Première page de la partition de la Speyerer Domfest-Messe de Joseph Haas, 1930

Le sens de sa musique et les intentions de son œuvre ont été formulés par le compositeur comme suit:
« La musique doit réjouir et non blesser; elle doit émouvoir et non écraser; elle doit faire progresser et non banaliser.  »
— Joseph Haas, Cité sur le site de la Bibliothèque d'État de Württemberg
Pour le 900e anniversaire de la consécration de la cathédrale de Spire, Joseph Haas a écrit en 1930 la « Speyerer Domfest-Messe », qu'il a dédiée à Ludwig Sebastian (de), l'évêque diocésain de son frère. Jusque dans les années 1950, cette messe faisait partie du répertoire général des églises du diocèse, puis est tombée temporairement dans l'oubli. Des années plus tard, elle a retrouvé une place dans le nouveau diocèse de Spire. Elle est présente dans le livre de cantiques Gotteslob (de).
L'œuvre de Haas est entièrement basée sur la tonalité. Elle a d'abord été fortement influencée par son maître Max Reger, dont le langage musical, riche en polyphonie harmonique, caractérise aussi les œuvres de Haas. Leur style, cependant, s'attache à la compréhension plus facile de la part le public qui souvent reste étranger aux musiques contemporaines. Par conséquent ce style possède un ton populaire, humoristique et s'attache à demeurer clair et concis. Les compositions de Haas sont des ouvrages de haute qualité. L'essentiel de l'œuvre de Haas réside dans la musique vocale, sous forme de lieder, de musique chorale sacrée et profane. En outre, il a aussi laissé de la musique de chambre, de la musique orchestrale, de la musique pour piano et pour orgue. Comme points forts de sa production, on notera les deux opéras Tobias Wunderlich et Die Hochzeit des Jobs.
Durant sa vie, Haas a été un compositeur très apprécié et respecté. Pour son 75e anniversaire en 1954, de nombreuses festivités ont eu lieu dans les deux anciens États allemands. Depuis la mort de Haas, la présence de ses compositions dans les concerts a été considérablement réduite. Pour perpétuer le souvenir du compositeur et faire vivre sa musique, l'association Joseph-Haas-Gesellschaft a été créée en 1949 par son ami, le pédagogue Rupert Egenberger.

## Le professeur
Haas a eu aussi une importante activité comme professeur de musique. Parmi ses nombreux étudiants, on trouve des compositeurs et des chefs d'orchestre tels que Otto Jochum (de) (1898-1969), Karl Gustav Fellerer (de) (1902-1984), Eugen Jochum (1902-1987), Heinrich Simbriger (de) (1903-1976), Karl Amadeus Hartmann (1905-1963), Karl Höller (1907-1987), Philipp Mohler (de) (1908-1982), Cesar Bresgen (1913-1988), Ernst Kutzer (de) (1918-2008), Rudolf Mors (de) (1920-1988), Wolfgang Sawallisch (1923-2013) et Hans Walter Kämpfel (de) (1924).

## Compositions

### Musique pour la scène
- Die Bergkönigin (op. 70; 1927). Musique de scène en 3 actes pour des contes de Noël portant le même nom de Franziska Rodenstock
- Tobias Wunderlich (op. 90; 1934–37). Opéra en 3 entrées (6 tableaux). Livret : Ludwig Strecker fils. Création le 24 novembre 1937 Cassel (Staatstheater; Chef: Robert Heger)
- Die Hochzeit des Jobs (op. 93; 1940–43). Opéra comique en 4 actes (8 tableaux). Livret : Ludwig Strecker fils. Création le 2 juillet 1944 Dresde (Staatsoper; Chef: Karl Elmendorff)

### Oratorios
- Die heilige Elisabeth (op. 84, 1931, création 11 novembre 1931, Cassel, Kasseler Chorvereinigung - chef : Bartholomäus Ständer)
- Christnacht (op. 85, 1932)
- Das Lebensbuch Gottes (op. 87, 1934, création 6 novembre 1934, Essen - chef : Josef Schüler)
- Das Lied von der Mutter (op. 91, 1938-39, création 19 décembre 1939, Cologne - chef : Eugen Pabst)
- Das Jahr im Lied (op. 103, 1951-52, création 23 avril 1952, Cassel - chef : Paul Schmitz)
- Die Seligen (op. 106, 1956, création 12 avril 1957, Cassel - chef : Paul Schmitz)

### Cycles de Lieder
- Sechs Krippenlieder (op. 49, 1919).
- Unterwegs (op. 65, 1925). Texte: Hermann Hesse
- Gesänge an Gott (op. 68, 1926). Texte: Jakob Kneip (de) (Lasst aus diesem engen Haus - O Stimme des Weltalls! - Das weiß ich und hab' es erlebt - Mitten in der Nacht - In dieser Abendstunde - Wenn einst die Türen der Himmel aufgehen)

### Messes
- Eine Deutsche Singmesse (op. 60, 1924)
- Speyerer Domfestmesse (op. 80, 1930, création 13 juillet 1930, Spire)
- Christ-König-Messe (op. 88, 1935, création 1er août 1935, Limburg/Lahn)
- Münchener Liebfrauenmesse (op. 96 1946, création 1946, Munich)
- Te Deum (op. 100, 1945, création 8 décembre 1946, Munich, Musikhochschule - chef: Ferdinand Leitner)
- Totenmesse (op. 101, 1947, création 6 avril 1952, Fulda - chef: Heinz von Schumann)
- Deutsche Weihnachtsmesse (op. 105, 1954)
- Deutsche Chormesse (op. 108)

### Musique d'orchestre
- Heitere Serenade (op. 41, 1913/14, création en 1915, Württembergisches Staatstheater Stuttgart - chef: Max von Schillings)
- Symphonische Suite (1913)
- Variationen und Rondo über ein altdeutsches Volkslied (op. 45, 1916/17)
- Variationensuite über ein altes Rokokothema (op. 64, 1924, création le 3 mars 1925, Gürzenich-Orchester, Cologne - chef : Hermann Abendroth)
- Lyrisches Intermezzo (1937)
- Ouvertüre zu einem frohen Spiel (op. 95, 1943, création le 27 septembre 1946, Münchner Philharmoniker - chef: Hans Rosbaud)
- Der Tod auf dem Apfelbaum (op. 101 b, 1945, création le 27 septembre 1946, Münchner Philharmoniker - chef: Hans Rosbaud)

### Musique de chambre
- Zwei Sonatinen pour violon, piano (op. 4, 1905, sol mineur, ré majeur)
- Quatuor à cordes en sol mineur (op. 8, 1905) (Allegro con moto (un poco agitato) - Scherzo: Vivace - Larghetto, cantabile et tranquillo - Allegro con spirito)
- Sonate pour violon en si mineur (op. 21, 1908) (Allegro energico - Scherzo - Larghetto e tranquillo - Rondo capriccioso)
- Divertimento en ré majeur (op. 22, 1909) pour trio à cordes (In gemäßigtem Marschtempo mit Humor: Sempre assai leggiero - Capriccio: äußerst lebhaft und leicht - Menuett: Graziös; nicht zu rasch - Romanze: Sehr ruhig und mit viel Ausdruck - Rondo: Sehr lebhaft und humorvoll)
- Ein Kränzlein Bagatellen (op. 23, 1909) pour hautbois et clavier (Sehr lebhaft und leicht - Nicht zu schnell, graziös - Sehr lebhaft, mit viel Humor - Leicht bewegt - äußerst lebhaft)
- Zwei Grotesken (op. 28, 1910) pour violoncelle et piano (Gespenstige Stunde, Koboldlaune)
- Waldhornsonate en fa majeur (op. 29, 1910) pour cor et piano (Allegro maestoso - Larghetto e tranquillo - Allegro vivace e con spirito)
- Ein Sommermärchen (op. 30, 1910) pour violoncelle et piano
- Divertimento en ut majeur (op. 32, 1911) pour quatuor à cordes (Frisch bewegt - Langsam, capriciös - Sehr rasch und flüchtig - Etwas derb; nicht zu schnell - Sehr getragen, mit viel Empfindung - Keck und übermütig, sehr rasch)
- Kammertrio (Trio de chambre) en la mineur (op. 38, 1912) pour deux violons et piano
- Grillen (op. 40, 1912) pour violon et piano
- Capriccio en sol mineur (1915) pour violon et piano
- Quatuor à cordes en la majeur (op. 50, 1919) (Frisch und lebendig - Nicht zu rasch; menuettartig - Sehr langsam und ruhig - Sehr lebhaft)

### Musique pour piano
- Ballade (1902)
- Fünf Stücke (op. 2, 1904)
- Bagatellen (op. 6, 1902-1904)
- Notenbeilagen zum Musikalischen Hausschatz (1906)
- Nächtlicher Spuk (1910)
- Mummenschanz (1911)
- Kinderlust (op. 10, 1908)
- Lose Blätter (op. 16, 1908)
- Frohe Launen (op. 18, 1909)
- Wichtelmännchen (op. 27, 1910)
- Gespenster (op. 34, 1910) (äußerst flüchtig und lebhaft - Ungestüm bewegt - In hastiger Erregung)
- Hausmärchen (op. 35, 1911, op. 43, 1916, op. 53, 1920)
- Jugendfreuden (op. 36, 1911)
- Eulenspiegeleien (op. 39, 1912)
- Alte unnennbare Tage Elegien für Klavier (op. 42)
- Sonate la mineur (op. 46, 1918) (Lebhaft bewegt - Sehr rasch - Langsam und ernst - Lebendig und frisch)
- Deutsche Reigen und Romanzen (op. 51, 1919)
- Schwänke und Idyllen (op. 55, 1921)
- Zwei Sonaten (ré majeur, la mineur) (op. 61, 1923)
- Stücke für die Jugend (op. 69, 1927)
- Märchentänze (op. 70a, 1927)
- Vier Sonatinen (ut majeur, ré mineur, sol majeur, fa majeur) (op. 94, 1943)
- Klangspiele, Zehn kleine Stücke für Klavier (op. 99, 1945)

### Musique d'orgue
- Zehn Choralvorspiele (op. 3, 1905)
- Drei Präludien und Fugen (ut mineur, sol mineur, ré majeur) (op. 11, 1906)
- Sonate ut mineur (op. 12, 1907)
- Acht Charakterstücke (op. 15, 1907)
- Suite ré mineur (op. 20, 1908)
- Suite la majeur (op. 25, 1909)
- Variationen über ein Orgelthema (op. 31, 1911)
- Introduction und Fuge la majeur (1912)
- Acht Präludien (1936)